# 대구 신당동 석장승
신당동 석장승(新塘洞 石長丞)은 대구광역시 달서구 신당동에 있는, 조선시대의 돌장승이다. 1986년 12월 5일 대구광역시의 민속문화재 제2호로 지정되었다.

## 개요
마을 입구에 서 있는 돌장승이다. 장승은 민간신앙의 한 형태로, 보통 몸체에 그 역할을 나타내는 글을 새겨 그것에 따라 부르는 경우가 많은데, 이 장승에는 이러한 기록이 없으며, 마을사람들에 의해 ‘장승비’라 불리고 있다.
장승은 네모난 돌기둥을 다듬어 한 면에 얼굴을 새겨 두었다. 기둥 정상에는 모자 모양을 새기고, 얼굴에는 눈썹·눈 ·코·입을 새겨 놓았는데, 입은 약간 웃는 듯한 모습이며, 코는 약간 떨어져 나갔다. 손에는 여의주봉을 들고 있어 일반적인 장승과는 다른 모습이다. 기둥 정상의 모자 조각으로 보아 문관의 형상으로 보이나, 얼굴 각 부분의 표현이 소박하고 자비스러운 이미지를 풍기고 있어 미륵형 장승으로 보이기도 한다.
장승은 가슴에 새기는 기록과 생김새, 서 있는 자리에 따라 여러 의미를 갖는데 이 장승의 경우, 코부분이 떨어져 나가고, 여의주봉을 들고 있는 외형상의 특징으로 보아 장승의 눈이나 코를 달여 먹으면 임신이 된다는 속설에 따라 아이 낳기를 원하는 여자들이 복을 빌던 대상이 되었거나, 잡귀나 질병으로부터 마을 전체를 보호하는 수호신으로서의 기능을 하였던 것으로 짐작된다. 더불어 장승이 마을 입구에 자리하고 있고, 이 마을의 터가 예전에는 절의 입구였다고 전하는 것으로 보아, 마을의 보호와 함께 사찰 경내의 경건함을 지키는 수호역할도 담당했던 것으로 보인다.
조선시대의 작품으로, 돌장승이 많이 존재하지 않는 대구 지역에서 복합적인 기능을 담당하는 장승신앙의 한 형태로 남아 있다.

## 현지 안내문
장승은 민속신앙에서 마음을 지켜주는 수호신으로 마을 입구에 서 있는 것이 일반적이다. 그러나 절 입구에 세워두어 그 절의 경계표 역할을 하기도 한다. 장승이 서 있는 이곳은 옛날 양산골이라는 곳인데, 절로 들어가는 입구라고 한다. 따라서 마을 수호신 역할 보다 절의 경계를 표시하기 위해 세운 것으로 추측한다. 석장승은 남부지역에 비교적 많은 분포를 보이고 있으나 경북지역에서는 그 예가 드물다. 특히 대구지역에서는 유일한 것으로 민속학적인 자료로 그 가치가 크다.

## 참고 자료
- 신당동석장승 - 국가유산청 국가유산포털